# فرانتس هوفر
فرانتس هوفر (به آلمانی: Franz Hofer) (زاده ۲۷ نوامبر ۱۹۰۲ - درگذشته ۱۸ فوریه ۱۹۷۵) یک ژنرال آلمانی در دوره رایش سوم و گولایتر ایالت تیرول و فورآرلبرگ بود.